# 遠山金次郎
遠山 金次郎（とおやま きんじろう、本名：安藤 豊（あんどう ゆたか）、1933年〈昭和8年〉12月14日 - 2002年〈平成14年〉7月12日）は、日本の俳優。

## 出演作品

### 映画
- 柳生武芸帳（1961年3月1日公開、監督：井沢雅彦、ニュー東映） - 馬木家六 役[2]
- 江戸っ子奉行 天下を斬る男（1961年3月12日公開、監督：佐々木康、東映） - 北町同心 役[3]
- 剣豪天狗まつり（1961年3月21日公開、監督：小沢茂弘、東映） - 柳生の門弟A 役[4]
- 富士に立つ若武者（1961年4月19日公開、監督：沢島忠、東映） - 仁田四郎忠常 役[5]
- 中村錦之助 宮本武蔵シリーズ
  - 宮本武蔵（1961年5月27日公開、監督：内田吐夢、東映） - 村人F 役[6]
- ふり袖小姓捕物帖 蛇姫囃子（1961年6月6日公開、監督：深田金之助、東映） - 香車の為吉 役[7]
- 東海一の若親分（1961年6月21日公開、監督：マキノ雅弘、東映） - 長次 役[8]
- 怪談お岩の亡霊（1961年7月2日公開、監督：加藤泰、東映） - 地廻り 役[9]
- 人形佐七捕物帖 恐怖の通り魔（1961年8月1日公開、監督：倉田準二、東映） - 喜平 役[10]
- 江戸っ子繁昌記（1961年8月26日公開、監督：マキノ雅弘、東映） - 青山家小者 役[11]
- 反逆児（1961年11月8日公開、監督：伊藤大輔、東映） - 浅太 役[12]
- 中村錦之助 清水次郎長シリーズ
  - 若き日の次郎長 東海道のつむじ風（1962年1月3日公開、監督：マキノ雅弘、東映） - 荒川新太 役[13]
  - 次郎長と小天狗 殴り込み甲州路（1962年9月22日公開、監督：マキノ雅弘、東映） - とんび松 役[14]
- 瞼の母（1962年1月14日公開、監督：加藤泰、東映） - 飯岡の身内A 役[15]
- 大江戸の鷹（1962年4月11日公開、監督：内出好吉、東映） - 治郎太 役[16]
- 宮本武蔵 般若坂の決斗（1963年、東映） - 吉岡の門弟
- 宮本武蔵 二刀流開眼（1963年、東映京都） - 小橋
- 関の弥太ッぺ（1963年、東映京都）- 八木村の又吉
- 紫右京之介　逆一文字斬り（1964年、東映京都） - 酒井家臣
- 忍者狩り（1964年、東映京都） - 鯖江
- 徳川家康（1965年、東映京都） - 円
- 日本侠客伝 浪花篇（1965年、東映京都） - 坂口
- 宮本武蔵 巌流島の決斗（1965年、東映京都） - 半瓦の子分
- 花と龍（1965年、東映京都） - 城三次
- 続花と龍 洞海湾の決斗（1966年、東映京都） - 城三次
- 893愚連隊（1966年、東映京都）
- 日本侠客伝 斬り込み（1967年、東映京都）
- 極悪坊主（1968年、東映京都） - 仙吉
- 侠客列伝（1968年、東映京都） - 桧垣利兵衛
- 緋牡丹博徒（1968年、東映京都） - 山西
- 兵隊極道（1968年、東映京都） - 立花憲兵曹長
- 博徒列伝（1968年、東映京都） - 染井
- 戦後最大の賭場（1969年、東映京都） - 小松義光
- 懲役三兄弟（1969年、東映京都） - 親分
- 五人の賞金稼ぎ（1969年、東映京都） - 庄作
- 関東テキヤ一家（1969年、東映京都） - 古橋末吉
- 渡世人列伝（1969年、東映京都） - 木村巡査
- 日本侠客伝 昇り龍（1970年、東映京都） - 政吉
- 博徒一家（1970年、東映京都） - 土肥音市
- 遊侠列伝（1970年、東映京都）
- まむしの兄弟 お礼参り（1971年、東映京都） - 市議会議員（ノンクレジット）
- 博奕打ち外伝（1972年、東映京都） - 親分（ノンクレジット）
- 仁義なき戦い 広島死闘篇（1973年、東映京都） - 大友連合会幹部（ノンクレジット）
- ジーンズブルース 明日なき無頼派（1974年、東映京都）
- 強盗放火殺人囚（1975年、東映京都） - 警部
- 夜明けの旗 松本治一郎伝（1975年、東映京都） - 星坂
- 総長の首（1979年、東映京都） - 合力
- 野獣刑事（1982年、東映京都） - 府警刑事B

### テレビドラマ
銭形平次
- 銭形平次（CX / 東映） ※ 大川橋蔵版
  - 第7話「濡れた千両箱」（1966年） - 辰蔵
  - 第13話「星より綺麗な花」（1966年） - 庵平太郎
  - 第13話「幻の二万両」（1967年） - 周𠮷
  - 第72話「五十両うら表」（1967年） - 岩城天兵衛
  - 第95話「一本の命綱」（1968年） - 御者
  - 第135話「呪われた能面」（1968年） - 久弥
  - 第144話「消えた御用金」（1969年） - 竹本
  - 第178話「盗まれた首」（1969年） - 火消し
  - 第193話「いぬ」（1970年） - 茂造
  - 第209話「女が消えた」（1970年） - 戌亥陣十郎
  - 第241話「夫婦ざんげ」（1970年） - 大工(1)
  - 第255話「狂った武士道」（1971年） - 喜造
  - 第280話「雨が憎い」（1971年） - 植辰
  - 第297話「盗ッ人の涙」（1972年） - 金太
  - 第318話「三ん下子守唄」（1972年） - 馬上の侍
  - 第360話「十手を捨てるとき」（1973年） - 久七
  - 第454話「地獄河岸」（1975年） - 留蔵
  - 第469話「謎の脅迫状」（1975年） - 「ろ」組の頭
  - 第483話「親父はつらいよ」（1975年） - 銀次
  - 第558話「花いちもんめ」（1977年） - 宿場役人
  - 第565話「親心、涙ひとすじ」（1977年） - 検視役人
  - 第580話「女の水鏡」（1977年） - 富三
  - 第591話「疾風のおはる」（1977年） - 同心
  - 第624話「死の淵に立つ平次」（1978年） - 同心
  - 第767話「おとぼけ捕物道中」（1981年）

- 銭形平次（CX / 東映） ※ 北大路欣也版
  - 第1シリーズ（1991年）
    - 第8話「証言の秘密」
    - 第16話「十二人の盗賊」

  - 第2シリーズ
    - 第17話「追われる男」（1992年）

  - 第3シリーズ（1993年） 
    - 第2話「死霊のお告げ」- 駒職人
    - 第17話「赤い櫛」

  - 第4シリーズ（1994年）
    - 第3話「呪われた女」
    - 第6話「四番目の男」 - 古着屋

  - 第5シリーズ 第8話「暗黒街の女」（1995年）

用心棒シリーズ
- 俺は用心棒（NET / 東映）
  - 第1シリーズ 第5話「紅さんご」（1967年）
  - 第1シリーズ 第6話「銃声」（1967年）
  - 第1シリーズ 第15話「だんだら染」（1967年）
  - 第2シリーズ 第6話「きぬたの音」（1969年）
- 待っていた用心棒 第17話「淀の川風」（1968年、NET / 東映）
- 帰って来た用心棒（NET / 東映）
  - 第3話「送り火が燃えるとき」（1968年）
  - 第28話「福と鬼との巷」（1969年）

大岡越前
- 大岡越前（TBS / C.A.L）
  - 第1部 第22話「黒い罠」（1970年8月10日） - 菊造
  - 第2部 第18話「すっとび辰の失恋」（1971年9月13日） - 左四郎
  - 第4部
    - 第1話（1974年10月7日）
    - 第8話「秋刀魚にがいか恋の味」（1974年11月25日） - 門人
    - 第20話「天下を盗る（後編）」（1975年2月17日）

  - 第5部
    - 第6話「足を洗った女」（1978年3月13日）
    - 第7話「かけた情けに怨みの十手」（1978年3月20日） - 中盆

  - 第6部
    - 第10話「鷹の威を借る悪い奴」（1982年5月10日）
    - 第26話「謎の連続殺人事件」（1982年8月30日）

  - 第7部 第20話「辞世に託した三千両」（1983年9月5日）
  - 第8部
    - 第11話「十手に隠れた悪企み」（1984年10月1日）
    - 第21話「凶賊お役者小僧」（1984年12月10日）
    - 第25話「十手鈍らす過去の罪」（1985年1月14日）

  - 第9部
    - 第3話「辰三おはなの祝言騒動」（1985年11月11日）
    - 第18話「過去を消した女」（1986年2月24日）

  - 第10部
    - 第10話「命を賭けた悲哀の捕縄」（1988年5月2日）
    - 第20話「親不孝息子の敵討ち」（1988年7月11日）

  - 第11部 第9話「釣った獲物は千両箱」（1990年6月18日）
  - 第12部
    - 第3話「悪に溺れた凄腕同心」（1991年10月28日）
    - 第11話「娘が消えた化け物屋敷」（1991年12月23日）
    - 第19話「情けに泣いた老義賊」（1992年2月24日）

  - 第13部
    - 第15話「河童にさらわれた若旦那」（1993年2月22日） - 座頭
    - 第20話「過去を消していた女」（1993年3月29日） - 飾り職人

  - 第14部
    - 第1話（1996年6月17日）
    - 第14話「母が溺れた受験戦争」（1996年9月16日）

  - 第15部
    - 第20話「裏切られた友情」（1999年2月1日）
    - 第26話「帰って来た友情」（1999年3月15日）

水戸黄門
- 水戸黄門（TBS / C.A.L）
  - 第1部
    - 第17話「人情喧嘩そば -岡山-」(1969年11月24日）- 関役人番頭
    - 第31話「乱斗鷹ノ巣峠 -忍-」(1970年3月2日）- 門弟

  - 第2部
    - 第20話「喧嘩買います -木曽福島-」(1971年2月8日)- 野沢屋の手下
    - 第22話「怒れ！格さん -垂井-」(1971年2月22日)- 喜助

  - 第4部
    - 第4話「鬼と呼ばれた娘 -三国峠-」（1973年2月12日） - 山賊
    - 第26話「黄金の誘惑 -白石-」（1973年7月16日） - 役人

  - 第5部
    - 第4話「黄門さまのおまじない -諏訪-」（1974年4月22日）- 供侍
    - 第12話「討たれに来た男 -京都-」（1974年6月17日）- 栄之進の手下
    - 第14話「妖怪の仇討 -姫路-」（1974年7月1日） - 飯屋の客
    - 第17話「酔いどれ用心棒 -松山-」（1974年7月29日） - 伝令
    - 第23話「野望の代償 -唐津-」（1974年9月9日） - 宿改めの役人

  - 第6部 第22話「父恋し伊勢参り -伊勢-」（1975年8月25日）- 早馬の侍
  - 第7部
    - 第4話「御用船大爆破!! ‐石巻‐」（1976年6月14日） - 役人
    - 第10話「吼えろ!北海の火縄銃 -函館-」（1976年7月26日） - 役人
    - 第16話「突っ走れ!! 韋駄天野郎 -鶴岡-」（1976年9月6日） - 家臣

  - 第8部
    - 第11話「風車に賭けた恋 -桑名-」（1977年9月26日） - 桑名藩士
    - 第17話「鹿が知ってた悪い奴 -奈良-」（1977年11月7日） - 野次馬
    - 第21話「黄門さまも人の親 -高松-」（1977年12月5日） - 乗船客
    - 第27話「熱湯に浸った悪い奴 -別府-」（1978年1月16日） - 賭場の客
    - 第29話「妖雲晴れた桜島 -鹿児島-」（1978年1月30日） - 薩摩藩士

  - 第9部 第24話「弟思いの一番勝負 -川越-」（1979年1月15日）- 目付
  - 第10部
    - 第3話「狐が化けたお姫様 -小田原-」（1979年8月27日） - 博徒
    - 第8話「関所の沙汰は銭次第 -新居-」（1979年10月1日） - 旅籠の主人

  - 第11部
    - 第3話「悲願を賭けた砲術くらべ -米沢-」（1980年9月1日） - 米沢藩士
    - 第7話「うっかり八兵衛お殿様 -本荘-」（1980年9月29日） - 勘定方

  - 第12部 第27話「瞼の母娘にめぐる春 -江戸・水戸-」（1982年3月1日） - 家臣
  - 第13部
    - 第5話「ドジな息子の泥棒修業 -清水-」（1982年11月15日） - 役人
    - 第15話「三葉葵を盗んだ男 -津山-」（1983年1月24日） - 同心
    - 第20話「女桃太郎の鬼退治 -博多-」（1983年2月28日） - 役人

  - 第14部
    - 第6話「恩讐越えたこけし人形 -鳴子-」（1983年12月5日） - 茶店の親爺
    - 第11話「津軽馬鹿塗り駄目親父 -弘前-」（1984年1月9日） - 医者
    - 第33話「じゃじゃ馬娘の婿選び -姫路-」（1984年6月11日） - 審判
    - 第36話「夫婦喧嘩で悪退治 -徳島-」（1984年7月2日）- 中盆

  - 第15部
    - 第2話「助格駕籠屋と客引き老公 -松山-」（1985年2月4日）- 旅人
    - 第8話「母恋し 五木の子守唄 -熊本-」（1985年3月18日）- 問屋場の主人
    - 第12話「偽黄門様は喧嘩医者 -小倉-」（1985年4月15日）- 若松屋の番頭
    - 第18話「無念晴らした槍の仇討ち -福山-」（1985年5月27日）- 旅人
    - 第22話「悲願叶えた火焔剣 -三日月-」（1985年6月24日）- 松江藩士
    - 第34話「女壺振り 仇討ち悲願 -松井田-」（1985年9月16日）- 役人
    - 第38話「父と呼ばれた格之進 -大宮-」（1985年10月14日）- 賭場の胴元

  - 第16部
    - 第6話「敵と呼ばれた助三郎 -島田-」（1986年6月2日） - 旅籠の客
    - 第22話「欲望渦巻く悪鬼の砦 -糸魚川-」（1986年9月22日） - 猟師
    - 第36話「めざす敵は瓜二つ -白河-」（1986年12月29日） - 谷口恭之進

  - 第17部
    - 第17話「黄門様のおしのび指南 -松山-」（1987年12月21日） - 庄屋
    - 第20話「颯爽! 謎の黒頭巾 -広島-」（1988年1月11日） - 野々村善吾

  - 第18部
    - 第8話「泥棒夫婦の大予言 -追分-」（1988年10月31日）
    - 第16話「嫁が救った唐津焼 -唐津-」（1988年12月26日） - 湯治宿の番頭
    - 第21話「化け猫の仇討ち -久留米-」（1989年2月6日）- 棚橋勘右衛門
    - 第23話「夢芝居!? 八兵衛の若旦那 -京-」（1989年2月20日）- 町医者

  - 第19部
    - 第1話「水戸黄門 -水戸-」（1989年9月25日）- 町医者
    - 第6話「因業爺は瓜二つ -仙台-」（1989年10月30日）- 茶店の主人※一人二役を演じる西村晃の御老公の後ろ姿
    - 第11話「黄門様の泥棒指南 -盛岡-」（1989年12月4日）- 鋳物師
    - 第27話「邪念払った鬼瓦 -深谷-」（1990年4月2日）- 蕨屋の番頭

  - 第20部
    - 第2話「水晶守った怒りの十手 -甲府-」（1990年10月29日）
    - 第27話「銘酒守った身代わり花嫁 -広島-」（1991年5月13日） - 飲み屋の主人
    - 第28話「孤剣に秘めた悲願 -松江-」（1991年5月20日） - 中間

  - 第21部
    - 第6話「秘伝運んだ孫娘 -浜田-」（1992年5月11日） - 古着屋
    - 第20話「悲願を秘めた鬼代官 -福知山-」（1992年8月17日） - 田所吉左衛門
    - 第31話「男意気地の仇討ち悲願 -岩槻-」（1992年11月2日） - 人足頭

  - 第22部
    - 第6話「嘘で悟った女房の真心 -浜松-」（1993年6月21日） - 賭場の客
    - 第13話「帰らぬ息子は船幽霊 -高知-」（1993年8月9日） - 浜作
    - 第18話「娘が綺麗になる方法 -島原-」（1993年9月13日） - 村人
    - 第29話「世継ぎを狙う毒の罠 -高田-」（1993年11月29日）- 家臣

  - 第23部
    - 第8話「狙われた娘馬子 -善光寺-」（1994年9月19日）
    - 第31話「格さんは夫の敵 -丸亀-」（1995年3月13日）
    - 第39話「白いお髭のお婿殿 -府中-」（1995年5月8日）

  - 第24部
    - 第2話「狙われた箱根の献上湯 -箱根-」（1995年9月18日）
    - 第14話「波瀾万丈!薩摩の対決 -鹿児島-」（1995年12月18日）
    - 第29話「兄を憎んだ弟の涙 -鶴岡-」（1996年4月15日） - 飯屋の主人

  - 第25部
    - 第1話「旅立ち -江戸・銚子-」（1996年12月9日）- 名主
    - 第7話「真実探す娘の狂言 -四日市-」（1997年2月3日）- 入船屋の番頭

  - 第27部
    - 第12話「津軽の飴は友の味 -青森-」（1999年6月7日）
    - 第27話「恩を返した風来坊 -松井田-」（1999年9月20日）- 鶯屋の従業員

  - 第28部 第10話「見てはいけない狐の嫁入り -吉田-」（2000年5月15日）

暴れん坊将軍
- 暴れん坊将軍シリーズ（ANB / 東映）
  - 吉宗評判記 暴れん坊将軍
    - 第6話「天晴れ!芋侍」（1978年） - 刺客
    - 第9話「義賊江戸を走る」（1978年） - 幕閣
    - 第22話「天下を支える友情」（1978年） - 講釈師
    - 第25話「素破!天下の一大事」（1978年） - 町人
    - 第38話「天を欺く泣きぼくろ」（1978年） - 長屋の差配
    - 第44話「鮮血拝領の剣」（1978年） - 同心
    - 第49話「生かす殺すは筆一本」（1979年） - お坊主
    - 第57話「百鬼一刀両断」（1979年） - 家老
    - 第60話「太陽だけが知っていた」（1979年） - 祈祷師
    - 第69話「名刀誇りあり」（1979年） - 同心
    - 第75話「失踪加納五郎左衛門」（1979年） - 旗本
    - 第86話「天下御免の大泥棒」（1979年） - 医者
    - 第94話「初春や昼行燈も浮かれだし」（1980年） - 薩摩守
    - 第107話「あわれ、女お庭番」（1980年） - 百姓
    - 第114話「正体見たぞ隼小僧」（1980年） - 百姓
    - 第131話「蜆汁から弾が出た」（1980年） - 武具奉行
    - 第140話「天下御免のあばれ槍」（1980年） - 小野次郎右衛門
    - 第160話「春を待たずに散った花」（1981年） - 藤川
    - 第169話「天晴れ! 腹ぺこ一番槍」（1981年） - 吾助
    - 第181話「絵筆に誓った兄弟仁義」（1981年） - 望月楼亭主
    - 第192話「泣き笑い河内人情ど根性」（1982年） - 辻講釈師

  - 暴れん坊将軍II
    - 第10話「泣くな吉宗 大江戸無情」（1983年） - 宗兵衛
    - 第19話「妻は長良のひと柱」（1983年） - 竹本主水正
    - 第24話「おふう恋燈籠」（1983年） - 楢屋武兵衛
    - 第49話「血涙! 享保の巌窟王」（1984年） - 柏木兵衛
    - 第57話「突っ張り娘の手毬唄」（1984年） - 汁粉屋親爺
    - 第72話「座布団の雨 上様初舞台!」（1984年） - 市村座男衆
    - 第73話「暴走! 哀しき愚連隊」（1984年） - 吉野屋
    - 第81話「夢は盗っ人大明神!」（1984年） - 定八
    - 第92話「天下を占う大姐御!」（1984年） - 賀川
    - 第110話「妹よ! この兄に罪ありや」（1985年） - 抱庵
    - 第118話「めぐり逢い運命の凶弾!」（1985年） - 藩士
    - 第130話「鬼を背負った押しかけ亭主!」（1985年） - 大店の主人
    - 第140話「風雲八ヶ岳、男の祭り唄!」（1986年） - お蝶の父
    - 第150話「吉宗危うし、消えた御神刀!」（1986年） - 島田
    - 第157話「悲しい嘘に惚れた奴!」（1986年） - 牢名主
    - 第174話「十手無用の父娘鳥!」（1986年） - 医者
    - 第184話「夜叉の涙はあかね色!」（1987年） - 家老
    - 第185話「妖艶、因幡の白うさぎ!」（1987年） - 飯屋の主人

  - 暴れん坊将軍III
    - 第5話「新さん 江戸の風に舞う!」（1988年） - つぼ振り
    - 第22話「二人の新之助」（1988年） - 左官
    - 第35話「秘めた駆け落ち、涙のかんざし」（1988年） - 府中屋
    - 第51話「あぶな絵の皿を追え」（1989年） - 岡っ引き
    - SP「みちのく血判状! 魔性の谷の決戦!!」（1989年） - 勘兵衛
    - 第57話「母恋いなみだ舟」（1989年） - 料亭の番頭
    - 第72話「痛快! 天下を正す目安箱」（1989年） - 鬼藤相模守
    - SP「危うし将軍の座! 吉宗、試練の目安箱」
    - 第84話「夫婦そば危機一髪!」（1989年） - 川又
    - 第90話「吉宗、初春の大江戸裁き!」（1990年） - 旗本(一)
    - 第103話「この子どこの子め組の子」（1990年） - 三田組

  - 暴れん坊将軍IV
    - 第14話「恋の細道、通りゃんせ!」（1991年） - 茶店の主人
    - 第27話「吉宗を狙う女剣士」（1991年） - 人足頭
    - 第31話「お役者新さん花の回り舞台!」（1991年） - 信濃屋
    - 第35話「雪国からの椿姉妹」（1991年） - 糸月屋栄左衛門
    - 第44話「天下一の夢を売る男」（1992年） - 吉川夕斉
    - 第50話「隠された壱千万両 家康の埋蔵金を追え!」（1992年）
    - 第57話「恋いちど! にごりえの女」（1992年） - 老爺
    - 第69話「陰謀あばいた饅頭姫!」（1992年） - 弥助
    - 第71話「謎! 流人船、いずこへ」（1992年） - 治平
    - 第72話「お見事、上様の恋指南!」（1992年） - 加納屋

  - 暴れん坊将軍V
    - 第9話「ろくでなし長屋殺人事件」（1993年）
    - 第19話「おんな探偵の初恋」（1993年）
    - 第20話「悪人志願の娘」（1993年）
    - SP「おんな盗賊の恋、吉宗にしかけられた天下の大陰謀」（1993年）
    - 第29話「新さん負けるな大競馬」（1993年）- 刀屋
    - 第31話「空を飛んだ米相場」（1993年）- 米商人

  - 暴れん坊将軍VI
    - 第12話「人情落語長屋」（1994年） - 甚兵衛
    - 第16話「俺は天下の偽将軍」（1995年）- 亭主
    - 第21話「愛と憎しみの孤剣」（1995年） - 金兵衛
    - 第31話「愛と復讐の遠目鏡」（1995年） - 宿屋の主人
    - 第35話「絶体絶命! 大岡越前」（1995年） - 寺社奉行
    - 第36話「鬼同心が泣いた夢」（1995年） - 近江屋伝兵衛

  - 暴れん坊将軍VII 第13話「凧よ、あがれ、誇り高く」（1996年）- 樽屋平左衛門

その他のドラマ
- 花のお江戸のすごい奴 第8話「お前は誰だ」（1969年、CX / 東映 / 新国劇） - 浦川
- 天を斬る 第4話「紫の袱紗」（1969年、NET / 東映）
- 紅つばめお雪 第8話「昨日を失った娘」（1970年、NET / 東映）
- 素浪人 花山大吉（NET / 東映）
  - 第63話「火を噴く島に惚れていた」（1970年）
  - 第75話「世の中呆れた奴もいた」（1970年）
  - 第98話「恋する女は強かった」（1970年）
- 燃えよ剣（NET）
  - 第2話「春の月かげ」（1970年） - 道場主
  - 第18話「京の町の夜」（1970年） - 幕臣
- 遠山の金さん捕物帳（NET / 東映）
  - 第30話「掟が恋した女」（1971年）- 立花屋（ノンクレジット）
  - 第62話「夜霧に消えた男」（1971年）- 蝮の紋太
  - 第88話「月夜に浮かぶ男」（1971年） - 玄庵
  - 第91話「シャモを愛した女」（1972年）※欠番作品
  - 第106話「女房と二度別れた男」（1972年）- 番人（ノンクレジット）
  - 第122話「禁じられた恋の女」（1972年）
  - 第160話「畳の上では死ねない男」（1973年）
- 長谷川伸シリーズ（NET / 東映）
  - 旅の風来坊（1972年）
  - 越後獅子祭（1973年）
- 新選組（CX / 東映）
  - 第7話「祇園小路の人質」（1973年）
  - 第14話「奈良尼寺の逆襲」（1973年）
  - 第15話「油小路の闘いをこえて」（1973年）
- 江戸を斬る（TBS / C.A.L）
  - 江戸を斬る 梓右近隠密帳
    - 第5話「和蘭陀囃子の謎」（1973年）
    - 第16話「悲願の直訴状」（1974年）

  - 江戸を斬るII　第7話「じゃじゃ馬姫の恋」（1975年） - 水野家家臣・下っ引き
  - 江戸を斬るIII
    - 第3話「金四郎の縁談」（1977年） - 地廻り・供侍（ノンクレジット）
    - 第4話「強請に使った贋金」（1977年） - 屋台の親爺

  - 江戸を斬るV
    - 第5話「戦慄!殺しの請負人」（1980年）- ふかし芋売り（ノンクレジット）
    - 第10話「当り富札は殺しの番号」（1980年）- 屋台の親爺

  - 江戸を斬るVII
    - 第16話「陰謀砕く孤独の剣」（1987年）
    - 第27話「復讐!姉弟蛇皮線」（1987年）

  - 江戸を斬るVIII
    - 第2話「遠山桜が悪を斬る」（1994年） - 藤屋の主人
    - 第24話「贋金の夢を見た」（1994年）

- 五街道まっしぐら!（NET / 東映）
  - 第3話「暗闇に光る眼」（1976年）
  - 第9話「妖花おどる怨霊の石橋」（1976年）
- 桃太郎侍（NTV / 東映）
  - 第4話「甘くて苦い恋弁当」（1976年）
  - 第15話「花の乙女の夢が散る」（1977年）
  - 第33話「のれん分け油地獄」（1977年）
  - 第46話「酔いどれ芸者の涙唄」（1977年）
  - 第52話「猿の代りに雉が来た」（1977年） - 町役
  - 第71話「親子十手に花が咲く」（1978年）
  - 第73話「十手と恋と初手柄」（1978年）
  - 第87話「鶴が啼く岸辺」（1978年）
  - 第108話「流転の女に情の傘」（1978年）
  - 第114話「タヌ助かかった恋の罠」（1978年）
  - 第121話「すずめの剣術修業」
  - 第131話「母子涙のわかれ道」 - 宮部
  - 第156話「からくり悪党番付」
  - 第169話「百拾番は殺しの番号」
  - 第183話「結びの神は桃太郎」（ガマの油売り）
  - 第193話「お化け長屋の牛騒動」
  - 第225話「桃太郎一家全員失業!」
- 風鈴捕物帳 第7話「盗まれた長十手」（1978年、ANB / 東映）
- 長七郎天下ご免!（ANB / 東映）
  - 第31話「黄金（こがね）の肌のたまご焼」（1980年） - 弥平
  - 第37話「真珠の涙に燃えた剣」（1980年） - 人足頭
  - 第44話「恋も一途の仇討奉公」（1980年） - 衣廻り
  - 第69話「二人ぼっちの江戸の青春（はる）」（1981年） - 備前屋与兵衛
  - 第92話「命賭けます!忍び恋」（1981年） - 吉村
  - 第105話「いのち再び夢鏡」（1982年） - 辰造
- 源九郎旅日記 葵の暴れん坊（ANB / 東映）
  - 第4話「花の湯の宿隠れ里」（1982年）
  - 第20話「燃やせ玄海男の炎」（1982年） - 治平
  - 第31話「すっぽん夫婦ながれ唄」（1982年） - 旅篭の手代
- 松平右近事件帳（NTV / ユニオン映画）（1982年-1983年）
  - 第1話「藪太郎参上！」- 観客
  - 第5話「大当たり千両くじ」
  - 第21話「消えた花火職人」
  - 第34話「義賊と鳥追い」
  - 第49話「忍びや哀れ」
  - 第50話「闇に咲く花なみだ花」
- 新・松平右近（1983年）
  - 第8話「鞠子宿から来た女」- そば屋
  - 第15話「越すに越されぬ箱根山」 - 仁助
- 弐十手物語 最終話「越前誘拐! 三十一文字の謎」（1984年、CX / 東映）
- 長七郎江戸日記（NTV / ユニオン映画）
  - 第1シリーズ 
    - 第1話「風流双面（ふたおもて）草紙」 （1984年） - 同心
    - 第34話「佐渡に輝く星一つ」（1984年） - 門番
    - SP2「長七郎立つ!江戸城の対決」（1984年）
    - 第91話「別れ道」（1986年） - 医者
    - 第108話「裏町怨み唄」（1986年） - 宗庵

  - 第2シリーズ
    - 第7話「はしり雨」（1988年）
    - 第28話「ゆき暮れて母悲し」（1988年） - 順庵
    - 第41話「妻たちの仇討」（1989年） - 半左衛門
    - SP6「最後の挑戦・さらば長七郎」(1989年）
- 遠山の金さん 杉良太郎版 （NET/東映）
  - 第1シリーズ
    - 第26話「金の大黒を追え!!」（1976年）
    - 第41話「今ひとたびの青春（はる）に哭け!!」（1976年）
    - 第49話「独楽が廻れば鬼が泣く」（1976年） - 辻番
    - 第74話「団子坂しぐれて候」（1977年）  - 徒目付 鈴木
    - 第80話「八丁堀佐渡情話」（1977年） - 北町奉行所同心
    - 第101話「誰がための五百両」(1977年)

  - 第2シリーズ　第5話「白洲に咲かせた父娘花」（1979年）
- 遠山の金さん (高橋英樹)（ANB / 東映）
  - パート1 
    - 第3話「御意見無用! 五人の女スリ」（1982年）
    - 第37話「炎の女! 死ぬのは奴らだ」（1982年）
    - 第65話「二つの顔の女・緋牡丹おりん!」（1983年）
    - 第67話「赤い疑惑を胸に旅する少女!」（1983年）
    - 第72話「闇祭り、狙われた花嫁行列!」（1983年）
    - 第92話「南海の女・琉球より愛をこめて!」（1984年）
    - 第95話「母恋いオルゴール・旅路の女!」（1984年）
    - 第101話「危険な潜入! 赤い殺意に燃えた女」（1984年）
    - 第109話「怪奇! オランダ衣裳の蝶は二度死ぬ」（1984年）
    - 第115話「愛か死か! 美しき女囚の脱走」（1984年）
    - 第125話「恋の迷路・黒い疑惑の名人戦!」（1984年）
    - 第126話「闇の女元締・唐獅子のお駒!」（1984年）
    - 第141話「悪魔の囁き・恋三味線の女!」（1985年）

  - パート2
    - 第1話「お奉行さま! 女の命あずけます!!」（1985年）
    - 第2話「神田川伝説! 女ひとすじ友禅模様!」（1985年）
    - 第6話「夜の美女軍団!"死んで貰います"」（1985年）
    - 第19話「悪夢を拾った女!」（1986年）
    - 第26話「愛を知らない女の愛!」（1986年）
- 名奉行 遠山の金さんシリーズ（ANB / 東映）
  - 第1シリーズ
    - 第17話「噂におびえる少女」（1988年）
    - 第19話「殺しを招く幻の女」（1988年）

  - 第2シリーズ
    - 第1話「帰ってきた桜吹雪」（1989年） - 重役
    - 第5話「財テクの罠、狙われた美人画」（1989年） - 世話役
    - 第18話「富くじに踊らされた悪女」（1989年）　- 代貸
    - 第21話「花火が見ていた悪の顔」（1989年） - 伊豆屋太兵衛

  - 第4シリーズ
    - 第7話「狙われた生き証人」（1992年） - 梅屋
    - 第16話「天誅暗殺団を狙う美人芸者」（1992年） - 杉浦忠齋
    - 第21話「地獄から帰ってきた女」（1992年） - 親爺
    - 第24話「百両の夢!殺しの美人くらべ」（1992年）- 深川丼の主人

  - 第5シリーズ
    - 第3話「狙われた女盗賊」（1993年）- 駿河屋
    - 第17話「花の吉原 二つの顔をもつ女」（1993年） - 駿府代官
    - 第23話「笹舟の謎!歩いてきた幽霊」（1993年） - 親方
    - 第25話「罠にはまった盗賊夫婦」（1993年） - 湊屋

  - 第6シリーズ 第17話「催眠殺人の姉弟」（1994年） - 美濃屋番頭
- 八百八町夢日記（日本テレビ）
  - 第1シリーズ（1990年）
    - 第16話「次郎吉を愛した女」
    - 第19話「涙雨、おんな暦」 - 大身の武士
    - 第32話「信玄谷の忍び花」 - 旅籠主人

  - 第2シリーズ 第2話「私が惚れた男」（1991年）
- お江戸捕物日記 照姫七変化 第7話「三匹の暴走旗本」（1990年、CX / 東映）
- 将軍家光忍び旅 シリーズ（1990年-1993年、ANB / 東映）
  - 将軍家光忍び旅
    - 第7話「襲撃! 女だけの村」
    - 第14話「浜松、女郎の仇討ち」 - 女郎屋の亭主

  - 将軍家光忍び旅II
    - 第7話「将軍暗殺? 樵たちの反乱」 - 咲蔵
    - 第8話「鬼の涙か? 木曽福島に光る水晶」 - 飯屋
    - 第15話「飯屋小諸城の危機、偽将軍と偽殿様」 - 鶴亀屋源助
- 火曜ミステリー劇場 山村美紗サスペンス/京都東山殺人事件（1990年、ANB）
- 土曜ワイド劇場 京都、博多殺人事件（1992年、ANB）
- 半七捕物帳 第7話「ろくでなし」（1992年、日本テレビ） - 近江屋の番頭-
- 闇を斬る!大江戸犯科帳（1993年、日本テレビ）
  - 第2話「君よ怒りの剣を取れ！」 - 辰五郎
  - 第6話「忠義よりも武士道よりも」
  - 第10話「江戸城御金蔵を狙え」 - 瀬川文之丈
- 江戸の用心棒 第19話「花の吉原 人斬り魔」（1994年、NTV / ユニオン映画）
- 江戸の用心棒II（NTV / ユニオン映画）
  - 第4話「人情子連れ芸者」（1995年）
  - 第12話「女は度胸の珍商売」（1996年）
- 将軍の隠密!影十八 第11話「悪徳の華・裏切りの婚約者」（1996年、テレビ朝日）- 与力
- 御家人斬九郎 第4シリーズ 第5話「罠には罠を」（1999年、CX / 映像京都） - 壷振り
- 痛快!三匹のご隠居 第8話「据え膳食わぬは男の恥!　されど自信が…」（1999年、テレビ朝日）